# Roberto Faenza
Roberto Faenza (Torino, 21 febbraio 1943) è un regista e sceneggiatore italiano.

## Biografia
Di madre ebrea, ha dichiarato nell'intervista ad Alain Elkann, pubblicata il 29 dicembre 2013 sul quotidiano La Stampa, di essere ateo: "Sono nato in una cantina a Torino nel 1943 e Primo Levi era un cugino di secondo grado di mia madre. Mi hanno battezzato per proteggermi, ma ora sono ateo". 
Nel 1965 si diploma in regia al Centro sperimentale di cinematografia di Roma. Dopo una breve esperienza come documentarista, nel 1968 debutta come regista dirigendo Escalation, una pellicola di grande successo internazionale, che attraverso il rapporto tra un padre borghese e il figlio hippy, descrive in chiave grottesca e amara la contemporanea società dei consumi. Il film ebbe molti problemi con la censura per certe sue scene considerate audaci e questo valse a Faenza la fama di regista ribelle; fama che crebbe ulteriormente con il successivo H2S, pellicola particolarmente criticata, all'epoca dell'uscita, per la sua natura violenta e drammatica. Il film venne sequestrato dalla magistratura romana pochi giorni dopo l'uscita e mai più messo in circolazione. Una delle sue frasi è "amo dar voce a chi non ha avuto la parola".
Laureatosi in Scienze politiche nel 1970 all'Università di Pavia, Faenza ha insegnato Mass Communication presso il Federal City College di Washington. Dal 1978 al 2004 è stato docente di Sociologia della comunicazione presso l'Università di Pisa. Dal 2005 è passato a insegnare cinematografia presso la Sapienza Università di Roma. A lungo interessato ai meccanismi che regolano i mass media, Roberto Faenza ha pubblicato sull'argomento alcuni libri di notevole interesse come Senza chiedere permesso, Tra abbondanza e compromesso, e Fanfan la tivù. Ha inoltre pubblicato due saggi sui rapporti Italia-Usa, Gli americani in Italia (co-autore) e Il Malaffare (subito tolto dal commercio su pressioni politiche), interamente basati su documenti top secret del governo statunitense, ottenuti ricorrendo al Freedom of Information Act.
Nel 1977 Faenza realizza il film di montaggio Forza Italia!, uscirà nel 1978, che attraverso l'unione di spezzoni di documentari filmati, compie una satira feroce sulla situazione politica dell'Italia del dopoguerra e degli anni del miracolo economico. Nonostante il successo di pubblico, il film viene ritirato dalle sale su richiesta del Ministero dell'interno il giorno del sequestro Moro, pochi mesi dopo l'uscita, e rimane censurato per oltre quindici anni. Moro, che appariva tra i protagonisti della pellicola, nel memoriale scritto di suo pugno durante la prigionia prima di essere assassinato, suggerisce di vedere proprio Forza Italia! per rendersi conto della spregiudicatezza della classe politica di allora.
Costretto a lavorare fuori dall'Italia, nel 1982 a New York, Faenza gira, con Harvey Keitel, Nicole Garcia e Johnny Rotten, leader dei Sex Pistols, Copkiller (L'assassino dei poliziotti), thriller tratto da un romanzo di Hugh Fleetwood, The Order to Death. Nel 1993 si aggiudica il David di Donatello al miglior regista (ad ex aequo con Ricky Tognazzi, che aveva presentato La scorta), con il suo film Jona che visse nella balena, tratto da Anni d'infanzia, libro autobiografico di Jona Oberski che racconta la tragedia di un bambino ebreo olandese deportato in un campo di concentramento.
Continuerà, in seguito, a ispirarsi alla letteratura: nel 1995 con il film Sostiene Pereira, l'ultimo film italiano interpretato da Marcello Mastroianni, tratto dall'omonimo romanzo di Antonio Tabucchi, premio David di Donatello per la migliore interpretazione, nel 1997 gira Marianna Ucrìa, tratto dall'opera di Dacia Maraini e nel 1999 con L'amante perduto ispirato a L'amante di Abraham B. Yehoshua. Dal 2004 è presidente del festival internazionale per cortometraggi Universo corto. Nel 2004 gira il film Prendimi l'anima, che tratta il percorso umano di Sabina Spielrein e il suo innamoramento per Carl Gustav Jung, che guarì la malattia della donna secondo il metodo appreso dal maestro Freud. Questa stessa storia verrà ripresa anni dopo da David Cronenberg nel film A Dangerous Method del 2011. Nel 2005 realizza I giorni dell'abbandono, ispirato all'omonimo romanzo di Elena Ferrante, opera che viene presentata alla 62ª Mostra di Venezia.
Nel 2005 Alla luce del sole, il film sull'assassinio di padre Pino Puglisi per mano di Cosa nostra, con Luca Zingaretti, ottiene la nomination come miglior film all'EFA, l'Oscar europeo. Del 2007 è I Viceré, tratto dal romanzo omonimo di Federico De Roberto, che ha anche in un'edizione televisiva come miniserie in due puntate su Rai 1. Nel 2011 esce il suo film documentario Silvio Forever costituito da spezzoni di filmati d'epoca riguardanti l'ascesa politica di Silvio Berlusconi, firmato insieme a Filippo Macelloni, su sceneggiatura di Sergio Rizzo e Gian Antonio Stella. Nel 2011 gira il film TV Il delitto di Via Poma, sull'assassino di Simonetta Cesaroni. Nel 2012 esce nelle sale cinematografiche Un giorno questo dolore ti sarà utile, tratto dal romanzo dello scrittore statunitense Peter Cameron, interpretato da due premi Oscar, Ellen Burstyn e Marcia Gay Harden, Toby Regbo, Lucy Liu, Deborah Ann Woll, Peter Gallagher, Stephen Lang e Dree Hemingway. Il 16 gennaio 2014 esce nelle sale italiane il suo film Anita B., tratto dal libro di Edith Bruck Quanta stella c'è nel cielo, interpretato da Eline Powell, Robert Sheehan, Nico MIrallegro, Andrea Osvart, Antonio Cupo e con Moni Ovadia e Jane Alexander. Nel 2015, sempre insieme a Filippo Macelloni firma il Film Documentario Bambini nel tempo, un racconto dell'Italia dagli anni 50 a oggi, vista con lo sguardo dei bambini. Nel 2016 esce con il film-inchiesta La verità sta in cielo, sulla tragica scomparsa di Emanuela Orlandi, con Riccardo Scamarcio, Greta Scarano, Maya Sansa e Valentina Lodovini. Nel 2022 viene presentato al Bif&st Hill of Vision, dedicato alla vita di Mario Capecchi.

## Filmografia

### Regista

#### Cinema
- Escalation (1968)
- H2S (1969)
- Forza Italia! (1977) - documentario
- Si salvi chi vuole (1980)
- Copkiller (L'assassino dei poliziotti) (1982)
- Mio caro dottor Gräsler (1991)
- Jona che visse nella balena (1993)
- Sostiene Pereira (1996)
- Marianna Ucrìa (1997)
- L'amante perduto (1999)
- Prendimi l'anima (2002)
- Alla luce del sole (2005)
- I giorni dell'abbandono (2005)
- I Viceré (2007)
- Il caso dell'infedele Klara (2009)
- Un giorno questo dolore ti sarà utile (2011)
- Anita B. (2014)
- La verità sta in cielo (2016)
- Hill of Vision (2022)

#### Televisione
- Il delitto di via Poma – film TV (2011)
- Folle d'amore - Alda Merini – film TV (2024)

### Sceneggiatore
- Escalation (1968)
- H2S (1969)
- Forza Italia! (1977)
- Copkiller (L'assassino dei poliziotti) (1982)
- Mio caro dottor Gräsler (1991)
- Jona che visse nella balena (1993)
- Sostiene Pereira (1996)
- Marianna Ucrìa (1997)
- L'amante perduto (1999)
- Prendimi l'anima (2002)
- Alla luce del sole (2005)
- I giorni dell'abbandono (2005)
- Il caso dell'infedele Klara (2009)
- Un giorno questo dolore ti sarà utile (2011)
- Il delitto di via Poma (2011)
- La verità sta in cielo (2016)
- Hill of Vision (2022)

## Opere

### Sceneggiature
- Sostiene Pereira. Film book, AAVV, Il Castoro, 1995
- Prendimi l'anima, Arcana, 2003
- Alla luce del sole, Gremese Editore, 2005
- I giorni dell'abbandono, Marsilio, 2005

### Saggi
- Senza chiedere permesso. Come rivoluzionare l'informazione. Feltrinelli, Milano, 1973
- Attenti al cavo. Rivoluzione nella televisione dopo le sentenze della Corte costituzionale, Guaraldi, Firenze, 1974
- Fanfan la tivù : storie di famiglie di dollari e di televisioni, Feltrinelli, Milano, 1974
- Wir fragen nicht mehr um Erlaubnis, Berlino, Basis Verlag, 1975
- Tra abbondanza e compromesso, Feltrinelli, Milano, 1975
- Gli americani in Italia, AAVV, Feltrinelli, Milano, 1976
- Le Phénoméne radio en Italie, Conseil de L'europe, Strasbourg, 1977
- Partecipazione e/o comunicazione, in La partecipazione tradita, AAVV, Sugarco, Milano, 1977
- Il malaffare: dall'America di Kennedy all'Italia, a Cuba, al Vietnam, AAVV, Mondadori, Milano, 1978
- Modelli e contenuti delle trasmissioni televisive. Un esperimento di analisi comparata, Rai-VPT, Roma, 1981
- Partecipazione e comunicazione di massa, in Urbanistica e comunicazioni di massa, AAVV, Franco Angeli, Milano, 1981
- Bibliografia delle comunicazioni e della cultura di massa, ETS, Pisa, 1983
- Computerland, Dall'America al Giappone viaggio nella terra dei computer e degli automi, Sugarco, Milano, 1985
- Tempi di informazione. Dalla sociologia delle comunicazioni all'informatica, Dedalo, Bari, 2003
- Forza Italia! Il ritratto più divertente, spietato e censurato della prima Repubblica, Rizzoli, 2006 - con film in DVD

### Volumi
- Roberto Faenza. Uno scomodo regista, (a cura di Ignazio Senatore), Edizioni Falsopiano, Alessandria, 2011
- Un giorno quest'America. Diario avventuroso di un regista italiano nell'America di Obama, Editore Aliberti 2012
- Simone Fappanni, L'adulto ambiguo. Riflessioni pedagogiche a partire dal film Prendimi l'anima di Roberto Faenza, in Alberto Agosti (a cura di), Il cinema per la formazione, FrancoAngeli, Milano 2004, pp. 149 - 161. ISBN 88-464-5377-8

## Riconoscimenti
- Grolla d'oro
  - 1968 – Miglior regista esordiente per Escalation
- David di Donatello
  - 1993 – Miglior regista per Jona che visse nella balena
  - 1993 – Candidatura per la migliore sceneggiatura per Jona che visse nella balena
  - 1997 – Candidatura come miglior regista per Marianna Ucrìa
  - 2005 – Premio David giovani per Alla luce del sole
  - 2008 – Candidatura al Premio David giovani per I Viceré
- Nastro d'argento
  - 1994 – Candidatura come miglior regista per Jona che visse nella balena
  - 1994 – Candidatura come migliore sceneggiatura per Jona che visse nella balena
  - 2003 – Candidatura come migliore sceneggiatura per Prendimi l'anima
  - 2017 – Nastro d'argento alla carriera, 50 anni di cinema nell'anno de La verità sta in cielo
- Globo d'oro
  - 1968 – Miglior opera prima per Escalation
  - 1993 – Candidatura come miglior film per Jona che visse nella balena
  - 1997 – Migliore sceneggiatura per Marianna Ucrìa
  - 1997 – Candidatura come miglior film per Marianna Ucrìa
  - 2003 – Candidatura come miglior film per Prendimi l'anima
  - 2003 – Candidatura come migliore sceneggiatura per Prendimi l'anima
  - 2006 – Migliore sceneggiatura per I giorni dell'abbandono
  - 2008 – Candidatura come miglior regista per I Viceré
  - 2012 – Migliore sceneggiatura per Un giorno questo dolore ti sarà utile